# Binele comun
În filosofie, economie și științe politice, noțiunea de  bine comun ( common good, în limba engleză, numit și commonwealth, common weal, general welfare, or public benefit, le bien commun în limba franceză) se referă la ceea ce este comun și benefic pentru toți sau majoritatea membrilor unei anumite comunități sau, în mod alternativ, la ceea ce se realizează prin cetățenie, acțiune colectivă și participare activă în domeniul politicii și serviciului public. Conceptul de bine comun diferă semnificativ de doctrinele filozofice .  Primele concepții referitoare la binele comun au fost stabilite de filosofii greci antici, inclusiv Aristotel și Platon . Unul dintre sensurile binelui comun desprins din filosofia lui Aristotel este valabil și în zilele noastre și se referă la ceea ce un savant contemporan numește „binele realizabil și propriu al unei comunități, dar împărtășit în mod individual de către membrii acesteia”.  Conceptul de bine comun s-a dezvoltat prin intermediul activității teoreticienilor politici, filozofilor morali și economiștilor publici, inclusiv Toma de Aquino, Niccolò Machiavelli, John Locke, Jean-Jacques Rousseau, James Madison, Adam Smith, Karl Marx, John Stuart Mill, John Maynard Keynes, John Rawls și mulți alți gânditori. În teoria economiei contemporane, un bun comun este orice bun care are proprietatea de a genera rivalitate (rivarly, în limba engleză) în rândul consumatorilor, dar care nu poate fi exclus, în timp ce binele comun, în mod contrar, apare în subdomeniul economiei bunăstării (welfare economics)și se referă la rezultatul unei funcții de asistență socială . O astfel de funcție, la rândul ei, ar fi înrădăcinată într-o teorie morală a binelui (cum ar fi utilitarismul ). Teoria alegerii sociale vizează procese prin care binele comun poate fi sau nu realizat în cadrul societății prin luarea de decizii colective. Iar teoria alegerilor publice aplică metodologia microeconomică studiului științei politice pentru a explica modul în care interesele private afectează activitățile și rezultatele politice. 

## Definiție
Termenul de „bine comun” a fost folosit într-o varietate de  moduri diferite și nu există o singură definiție pentru acesta. Majoritatea concepțiilor filozofice despre binele comun se încadrează în una din două categorii: cele de fond și cele de procedură. Conform concepțiilor de fond, binele comun este acela care este împărtășit de toți sau de majoritatea membrilor unei comunități date și care reprezintă un beneficiu pentru aceștia: anumite concepții de fond  vor specifica cu exactitate ce factori sau valori sunt benefice și care pot fi împărtășite. Conform formulărilor procedurale, prin contrast, binele comun constă în rezultatul obținut prin participarea colectivă la formarea unei voințe comune. 

## În istoria gândirii morale și politice

### O perspectivă istorică de ansamblu
Denumit astfel, binele comun a reprezentat o temă recurentă de-a lungul istoriei filozofiei politice.  După cum observă un savant contemporan, Aristotel a folosit conceptul de „interes comun” ( pentru koinei sympheron, în limba greacă ) ca bază pentru distincția sa între constituțiile „drepte”, care sunt în interesul comun și constituțiile „greșite”, care sunt în interesul conducătorilor;  Sfântul Conceptul de bine comun s-a dezvoltat prin intermediul activității teoreticienilor politici, filozofilor morali și economiștilor publici, inclusiv Toma de Aquino, Niccolò Machiavelli, John Locke, Jean-Jacques Rousseau, James Madison, Adam Smith, Karl Marx, John Stuart Mill, John Maynard Keynes, John Rawls și mulți alți gânditori.Toma de Aquino a considerat „binele comun” ( bonum commune, în latină ) ca fiind sfârșitul legii și al guvernării;  John Locke a declarat că „pacea, siguranța și binele public al oamenilor” sunt țelurile societății politice și a susținut în continuare că „bunăstarea oamenilor va fi legea supremă”;  David Hume a susținut adoptarea „convențiilor sociale” și  sprijinirea acestora din punct de vedere  moral în virtutea faptului că servesc interesul „public” sau „comun”;  James Madison a scris despre binele „public”, „comun” sau „general”, în strânsă legătură cu justiția și a declarat că justiția este sfârșitul guvernului și al societății civile;  și Jean-Jacques Rousseau au înțeles „binele comun” ( le bien commun, în franceză ) a fi obiectul voinței generale a societății și cel mai înalt scop urmărit de guvern.  
Deși acești gânditori au avut perspective diferite în ceea ce privește binele comun, precum și în ceea ce statul ar trebui să facă pentru a-l promova, ei au fost totuși de acord că binele comun este sfârșitul guvernării, că este un bun al tuturor cetățenilor și niciun guvern nu ar trebui să devină „slujitorul pervertit al intereselor speciale”  dacă aceste "interese speciale" reflectă ceea ce Aristotel numea „interesul conducătorilor”, ceea ce Locke definea „bunul privat”, ceea ce Hume și Madison numeau„fracțiunile interesate” sau ceea ce Rousseau numea  „Voințele particulare”  

### Grecii antici
Deși sintagma „bun comun” nu apare în textele lui Platon, filosoful grec antic indică în repetate rânduri că politica și societatea includ un anumit scop comun.  Pentru Platon, cea mai bună ordine politică este cea care promovează cel mai bine armonia socială și un mediu de cooperare și prietenie între diferite grupuri sociale, fiecare beneficiind și făcând parte din binele comun. În Republica, personajul lui Platon, Socrate, susține că cel mai mare bun social este „coeziunea și unitatea” care „rezultă [din] sentimentele comune de plăcere și durere pe care le ai atunci când toți membrii unei societăți se bucură sau le pare rău pentru aceleași succese și eșecuri ”. 
Studentul lui Platon, Aristotel, considerat de mulți drept fondatorul noțiunii de "bine comun", folosește conceptul de „interes comun” ( pentru koinei sympheron, în greacă ) ca idee de bază pentru distincția sa dintre constituțiile „drepte”, care includ interesul comun și în constituțiile „eronate”, care sunt în interesul conducătorilor.  Pentru Aristotel, binele comun reflectă binele individual. La rândul său, acesta din urmă constă în bunăstarea umană - adică îndeplinirea scopului uman - ceea ce este bun și firesc pentru oameni. Din această perspectivă teologică, binele este urmarea faptelor obiective în ceea ce privește viața și scopul uman.  Aristotel precizează în mod clar că binele comun este mai valoros decât binele individual, remarcând în opera lui,Etica Nicomahică, că „Deși binele e același pentru un individ și pentru o cetate, cel al cetății e cu evidență un lucru mai mare și mai complet de obținut și de păstrat. Căci în timp ce binele unui individ e un lucru dezirabil, ceea ce e bun pentru un popor sau pentru cetăți e un lucru mai nobil și mai divin. "  Când Aristotel prezintă tipurile de regim politic din Politica sa, vorbește despre monarhie (guvernare de către un singur om pentru binele comun), aristocrație (guvernare de unele persoane pentru binele comun) și  guvernare statală (guvernare de către multe persoane pentru binele comun ).  Totuși, în acest caz, „binele comun” este înțeles de Aristotel ca fiind binele comun al cetățenilor și nu neapărat binele rezidenților sau cetățenilor din afara statului, cum ar fi femeile, sclavii și muncitorii, care  au reședința în oraș pentru binele comunității.  
În ceea ce privește o perspectivă contemporană des întâlnită, înrădăcinată în filosofia lui Aristotel, binele comun se referă la „un bun propriu și obținut numai de comunitate, dar împărtășit în mod individual de către membrii săi”. 

### Perioada Renașterii în Florența
În secolele al XV-lea și al XVI-lea, conceptul de "bine comun" a reprezentat una dintre cele mai importante teme ale gândirii politice în timpul perioadei renascentiste din Florența. Această perspectivă se desprinde din teoria lui Thomas Aquinas despre binele comun, teorie foarte răspândită în întreaga Europă premodernă.  În ultima sa lucrare, Niccolo Machiavelli vorbește despre noțiunea de bene commune (bun comun) sau comune utilità (utilitate comună), noțiune ce reflectă bunăstarea generală a unei comunități în ansamblu, deși acest termen este menționat de doar 19 ori pe parcursul lucrărilor sale .  În pasajele cheie ale Discursurilor despre Livia, autorul indică faptul că „binele comun ( comune utilità ) își are rădăcinile într-un mod de viață liber ( vivere libero )”, dar nu este identic cu acesta.   În alte pasaje din opera Discursuri, libertatea, siguranța și demnitatea sunt menționate în mod explicit a fi elemente ale binelui comun și, de asemenea, sunt implicate și unele forme de proprietate și viață de familie.  Mai mult, binele comun care izvorăște din libertate include bogăția, prosperitatea economică, securitatea, bucuria și o viață fericită.  Totuși, este important de remarcat că, deși Machiavelli vorbește despre o legătură instrumentală între libertate și binele comun, bunăstarea generală nu este tocmai identică cu libertatea politică: în alte pasaje ale Discursurilor, Machiavelli susține că binele comun poate fi atins de conducători suficient de absolutiști.  Cu toate acestea, în concepția lui Machiavelli, binele comun poate fi privit ca acționând pentru binele majorității, chiar dacă acest lucru presupune oprimarea celorlalți prin străduința.   Binele comun din perspectiva lui Machiavelli este privit de unii savanți ca fiind unul nu atât de „comun”, după cum  afirmă frecvent, faptul că sfârșitul republicilor presupune distrugerea vecinilor.  

### Jean-Jacques Rousseau
În „Contractul social” al lui Jean-Jacques Rousseau, scris la jumătatea secolului al XVIII-lea, Rousseau afirmă faptul că societatea poate funcționa doar în măsura în care indivizii au interese în comun și că obiectivul final al oricărui stat este realizarea binelui comun. Mai mult decât atât, el consideră că binele comun poate fi identificat și pus în aplicare numai prin respectarea voinței generale a unei comunități politice, fapt exprimat îndeosebi de suveranul acelei comunități. Rousseau susține că generalul va tinde întotdeauna spre binele comun, deși recunoaște că deliberările democratice ale indivizilor nu vor exprima întotdeauna voința generală. Mai mult, Rousseau a făcut distincția între voința generală și voința tuturor, subliniind că, în timp ce cea din urmă este pur și simplu suma totală a dorințelor fiecărui individ, prima este „acea voință orientată spre apărarea ei comună și bunăstarea generală”.  Autoritatea politică, pentru Rousseau, ar trebui înțeleasă ca fiind legitimă numai dacă ea se află în conformitate cu voința generală și este îndreptată spre binele comun. Îndeplinirea binelui comun permite atunci statului să acționeze ca o comunitate morală. 

### Adam Smith
„Ambiția individuală servește binele comun”. -Adam Smith 
Adam Smith, filozof moral, economist și om politic scoțian, născut în secolul al XVIII-lea, susține în mod distins în lucrarea sa, „ Bogăția națiunilor” ,ceea ce a devenit cunoscut sub numele de prima teoremă fundamentală a economiei bunăstării : faptul că mâna invizibilă a concurenței de piață transformă automat interesul personal al individului  în binele comun.  Lucrarea lui Smith pune în discuție faptul că într-un "sistem bazat libertatea naturală", un sistem economic care permite indivizilor să-și urmărească propriul interes în condiții de liberă concurență și drept comun, ar avea ca rezultat o economie prosperă, bazată pe auto-reglementare , generând astfel o situație bună pentru un număr mare de indivizi.  Prin urmare, filozoful afirmă faptul  că eliminarea restricțiilor asupra prețurilor, a forței de muncă și a comerțului va avea ca rezultat dezvoltarea binelui comun prin „opulență universală care se extinde până la cele mai de jos trepte ale oamenilor”, prin prețuri mai mici, salarii mai mari, produse mai bune etc. .  

### Teoria dreptății a lui John Rawls
John Rawls definește binele comun ca fiind „anumite condiții generale care sunt… în egală măsură în avantajul tuturor”. În lucrarea sa, Teoria dreptății, Rawls pledează pentru o armonizare principială a libertății și a egalității, care va sta la baza unei societăți bine ordonate, ce va stabili exact aceste condiții generale. Pornind de la un experiment artificial pe care îl numește  poziție inițială, Rawls pune accentul pe două principii specifice dreptății, pe care oamenii rezonabili le vor alege, în situația în care aceștia ar trebui să aleagă principiile din spatele unui voal al ignorantei. Un astfel de „voal” presupune o situație în care oamenii sunt lipsiți de orice cunoștință privind înzestrările și faptele lor, prim urmare, ei nu își pot adapta principiile spre avantajul lor. În ceea ce privește perspectiva lui Rawls, ignorarea acestor aspecte despre propria persoană va duce la principii care sunt corecte față de toți. Dacă un individ nu știe cum va ajunge în propria societate, este probabil să nu privilegieze nici o clasă de oameni, ci mai degrabă să dezvolte o sistem al dreptății care să-i trateze pe toți corect.. Rawls afirmă în mod deosebit că cei din poziția inițială ar adopta cu toții o strategie de tip „maximin” care să maximizeze perspectivele individului sau grupului cel mai puțin avantajat . În acest sens, binele comun în concepția lui Rawls este în strânsă legătură cu starea de bine a  celor mai puțin avantajați. Rawls susține că membrii din poziția inițială ar adopta două principii de bază, care ar reglementa apoi atribuirea drepturilor și îndatoririlor și ar stabili împărțirea avantajelor sociale și economice în întreaga societate. Primul Principiu al Dreptății prevede că "fiecare individ va avea cea mai mare libertate posibilă, compatibilă cu un drept egal al celorlalți ”.  Al doilea principiu relevă faptul  că inegalitățile sociale și economice sunt justificate dacă„(a)sunt îndreptate spre cel mai mare beneficiu al celor mai puțin avantajați membrii ai societății, în concordanță cu principiul dreptului de economisire” ( principiul diferenței ) ; și "(b) posturile și pozițiile sunt deschise tuturor, în condițiile unei „egalități corecte a oportunităților ". 

### În gândirea morală și politică non-occidentală
Noțiunea de bine comun joacă un rol în filozofia politică confucianistă, care pune accentul pe faptul că interesele de grup sau colective sunt într-o strânsă legătură cu interesele individuale,  sau cel puțin, se face referire la faptul că dezvoltarea individuală și cea colectivă sunt interdependente.  În gândirea politică islamică, mulți gânditori moderni au pus în lumină semnificații ale conceptului despre binele comun, încercând în același timp să stabilească principiile fundamentale sau universale care stau la baza legii divine, Sharia.  Aceste fundamente sau principii universale au fost identificate în mare măsură cu „țelurile” legii sharia ( maqāṣid al-sharī'a ), țeluri care includ concepte despre binele comun sau interesul public ( maṣlaḥa 'āmma, în terminologia modernă).  Una dintre concepțiile referitoare la binele comun apare în discuțiile islamice contemporane despre distincția dintre fix și flexibil ( al-thābit wa-l-mutaghayir ), mai ales că se referă la concepțiile islamice moderne de toleranță, egalitate și cetățenie: conform unora, spre exemplu, principiile universale au o importanță mai mare decât ordinele specifice ale Coranului și, în caz unui conflict, pot chiar să înlocuiască sau să suspende ordinele textuale explicite ( naṣṣ ) dacă acest lucru servește binelui comun.  

## În teoria economică politică
În științele economice, termenii „ bun public ” și „ bun comun ” au definiții tehnice. Un bun public este un bun care nu este rival și nu poate fi exclus. Un bun comun este pur și simplu un bun care nu este excludibil. O tipologie simplă ilustrează diferențele dintre diverse tipuri de mărfuri: Format:Good (economics)
Bunuri excludibile, rivale: Bunuri private (mâncare, îmbrăcăminte, mașini, locuri de parcare). 
Bunuri excludibile care nu sunt rivale: Bunuri de tip club (cinematografe, parcuri private, televiziune prin satelit). 
Bunuri care nu sunt excludibile, bunuri rivale: Rezerve comune de resurse (stocuri de pește, cherestea, cărbune). 
Bunuri care nu sunt excludibile, bunuri care nu sunt rivale: Bunuri publice (televiziune gratuită, aer, apărare națională)  
Economia bunăstării (Welfare economics în limba engleză) este o ramură a economiei care studiază starea de bine din punct de vedere social. Mai întâi se specifică o funcție a bunăstării sociale, a cărei alegere este înrădăcinată într-o teorie etică. O funcție utilitară a acesteia analizează condiția socială a fiecărui individ în parte, în timp ce o funcție rawlsiană(bazată pe lucrarea filozofică a lui John Rawls) include doar condiția socială a indivizilor ce fac parte din păturile de jos ale societății. 
Teoria neoclasică a economiei pune în lumină două perspective contradictorii privind semnificațiile binelui comun, două seturi distincte de micro-fondări. Pe de o parte, binele comun se datorează câștigurilor sociale ce provin din cooperare. O astfel de teorie ar putea apela la  dilema prizonierului   pentru a ilustra modul în care cooperarea poate duce la rezultate remarcabile privind bunăstarea socială . Mai mult decât atât, un echilibru cooperant este stabil într-o dilemă a prizonierului experimentat. În aceste condiții, un individ procedează cel mai bine urmând cursul acțiunii care este, de asemenea, optim pentru societate. 
Pe de altă parte, teoria economică pune accentul, în mod obișnuit, pe câștigurile sociale obținute din concurență ca justificare pentru utilizarea piețelor. Astfel, Smith a descris „mâna invizibilă”, concept conform căruia sistemul pieței transformă activitatea centrată pe sine în câștiguri pentru societate.  Această perspectivă este formalizată în prima teoremă a economiei bunăstării( First Theorem of Welfare Economics în limba engleză). Cu toate acestea, teoria economică indică pune accentul și pe disfuncționalitățile pieței, inclusiv sub-furnizarea bunurilor publice de către piețe și eșecul indivizilor interesați de ei înșiși în a internaliza externalitățile. Din cauza acestor factori, comportamentul centrat pe sine afectează adesea binele comun. 
Există o diferență conceptuală importantă între sensul „unui” bun public (sau „bunuri” publice în domeniul economiei) și ideea mai generalizată a „binelui public” (în sensul bunului comun, al beneficiului public sau al interesului public ), "un scurt semnal pentru beneficii comune la nivelul societății".    dintr-o perspectivă non-economică, termenul este adesea folosit pentru a descrie ceva care este folositor publicului în general, cum ar fi educația, deși acesta nu este un „bun public” din punct de vedere economic. Cu toate acestea, servicii precum educația prezintă o ofertă comună, adică situația în care costul furnizării unui bun pentru mai mulți utilizatori este același, sau aproape același, ca și în situația furnizării unui bun pentru un singur utilizator. De asemenea, bunurile publice prezintă o ofertă comună, deși nu diminuează beneficiile odată cu consumul crescut. 

### Teoria alegerii sociale
Teoria alegerilor sociale sau alegerea socială studiază analiza combinării opiniilor, preferințelor, intereselor sau a înțelegerilor individuale pentru a ajunge la o decizie colectivă. Teorema imposibilității lui Arrow, un element important în teoria alegerii sociale, afirmă că niciun mecanism de a agrega alegerea colectivă (restricționat la inputuri ordinale) nu poate transforma în mod constant preferințele individuale într-o ordine de preferință colectivă, pe întregul domeniu universal al posibilelor profiluri de preferințe, dar se stabilește totodată un set de criterii normative minime de raționalitate și echitate.  Teorema lui Gibbard-Satterthwaite demonstrează în continuare că sistemele de vot, care nu sunt directoriale, sunt inevitabil supuse unei manipulări strategice a rezultatelor.  
William H. Riker prezintă o interpretare standard a alegerii publice a teoriei alegerii sociale, argumentând că Teorema imposibilității lui Arrow „ne obligă să ne îndoim că semnificația„ bunăstării sociale ”sau„ interesului public ”poate fi descoperită vreodată prin amalgamarea judecăților de valoare individuală. Ne face chiar să credem că nu există niciun fel de „interes public”, în afara afirmațiilor subiective (și, prin urmare, îndoielnice) ale salvatorilor autoproclamați ”  Astfel, Riker pledează pentru o concepție „liberală” a democrației, care se bazează pe rolul controalelor constituționale asupra guvernului. Teoreticienii alegerii publice au fost de acord cu această abordare. Buchanan și Tullock au luat ca exemplu acest program în dezvoltarea domeniului „economiei politice constituționale” în cartea lor Calculul consimțământului . 
Lucrările mai recente privind teoria alegerilor sociale au demonstrat însă că rezultatul imposibilității Arrow poate fi evitat la costuri normative reduse sau la niciun cost. Spre exemplu, Amartya Sen susține că o serie de mecanisme ale alegerii sociale se dovedesc a fi neatinse, având în vedere anumite restricții rezonabile în domeniul profilurilor de preferințe admisibile.  În special, solicitând ca preferințele să fie singure pe o  dimensiune asigură un câștigător Condorcet . Mai mult decât atât, multe dintre afirmațiile empirice ale lui Riker au fost respinse. 

### Teoria alegerii publice
Teoria alegerii publice (numită uneori „teoria politică pozitivă”) aplică metodologia microeconomică studiului despre științele politice pentru a explica modul în care interesele private informează activitățile politice. În timp ce economia bunăstării, în conformitate cu economia politică clasică, presupune, în mod obișnuit, o perspectivă centrată pe interesul public privind elaborarea politicilor, analiza alegerilor publice adoptă o perspectiva bazată pe interesul privat pentru a pune în evidență modul în care obiectivele factorilor de decizie afectează rezultatele politicii. Analiza alegerilor publice investighează astfel abaterile de la binele comun care rezultă din activități precum căutarea chirii . În „Logica acțiunii colective”, Mancur Olson susține că bunurile publice se vor diminua, având în vedere facilitățile persoanelor de a circula gratuit .  Anthony Downs a propus ca acest raționament să se aplice teoriei votării, identificând paradoxul votului prin care indivizii raționali preferă să se abțină de la vot, deoarece costul marginal depășește beneficiul marginal privat.  Downs susține în plus că alegătorii preferă, în general, să rămână neinformați din cauza „ignoranței raționale”. 
Studiile asupra alegerii publice poate avea implicații mai practice. De exemplu, studiul lui Elinor Ostrom privind schemele de reglementare a resurselor de proprietate comună a dus la descoperirea unor metode de depășire a tragediei bunurilor comune . 
În multe țări din Commonwealth, organizațiile caritabile trebuie să demonstreze că oferă un beneficiu public . 

## În teoria democratică
În democrația deliberativă sau democrația discursivă, binele comun este considerat un ideal normativ.  Cu alte cuvinte, participanții la deliberarea democratică vizează realizarea binelui comun. Această caracteristică distinge democrația deliberativă de concepțiile agregative despre democrație, care se pune accentul exclusiv pe totalitatea preferințelor. Spre deosebire de concepțiile agregative, democrația deliberativă pune în evidență strategiile prin care agenții justifică cererile politice pe baza unor judecăți privind binele comun. Democrația epistemică, o abordare contemporană principală a democrației deliberative, abordează o perspectivă cognitivistă a binelui comun. 

## În doctrina socială catolică
Una dintre primele semnificații date conceptului de "bine comun" în literatura creștină se regăsește în Epistola lui Barnaba : „Nu trăiți complet izolați, după ce v-ați retras în voi înșivă, ca și cum sunteți deja [pe deplin] îndreptățiți, ci adunați-vă în schimb să căutați împreună binele comun ". 
Conceptul se află prezent  în opera fundamentală a lui  Augustin de Hipona, Cetatea lui Dumnezeu . Cartea a XIX-a acesteia, partea principală unde se regăsește gândirea politică normativă a lui Augustin, este axată pe întrebarea „Viața bună este socială?” Altfel spus, „Se găsește bunăstarea umană în binele întregii societăți, în binele comun?” Capitolele 5–17 din Cartea XIX oferă răspunsuri la această întrebare. Răspunsul emfatic al lui Augustin este unul pozitiv (a se vedea începutul cap. 5). 
Concepția lui Augustin a inspirat și alți gânditori și, sub influența lui Aristotel, a fost dezvoltată de Thomas Aquinas . Concepția lui Aquinas despre binele comun a devenit un model în teologia morală romano-catolică. 
Pe acest fundal, binele comun a devenit un concept fundamental în tradiția modernă a învățăturii sociale catolice, începând cu documentul de bază, Rerum novarum, o enciclică  a Papei Leon al XIII-lea, publicată în 1891. Acest document a tratat criza condițiilor lucrătorilor industriali din Europa și s-au adu argumente în favoarea unei poziții diferite atât de capitalismul laissez-faire,  cât și de socialism . În această scrisoare, Papa Leo asigură dreptul la proprietate privată, punând accentul în același timp pe rolul negocierii colective pentru a stabili un salariu de trai . 
Învățăturile sociale catolice contemporane referitoare la binele comun sunt prezentate pe scurt în Compendiul 2004 al Doctrinei sociale a Bisericii, capitolul 4, partea a II-a.  Menționând documentul Conciliului Vatican II, Gaudium et spes (1965), acesta precizează: „Conform sensului său primordial și general acceptat, binele comun se definește prin„ totalitatea condițiilor sociale care permit oamenilor, fie ca grupuri, fie ca indivizi, să ajungă la împlinirea proprie într-un manieră ușoară și deplină"" (# 164, citând Gaudium et spes, nr. 26; italic original). 
Ulterior, Compendiul prezintă afirmații din care se relevă  un sens în mare parte diferit al conceptului - nu este vorba doar despre „condiții sociale” care permit persoanelor să ajungă la împlinirea proprie, ci și despre atingerea scopului vieții umane. " bunul comun [este] binele tuturor oamenilor și al întregii persoane ... Ființa umană nu poate găsi împlinire în sine, doar dacă ea există" cu "ceilalți și" pentru "ceilalți " (# 165; italic original). „Scopul vieții în societate este, de fapt, binele comun realizabil din punct de vedere istoric” (# 168). 
Comisia teologică internațională romano-catolică a abordat această chestiune privind cele  două concepții diferite ale binelui comun în cadrul prezentării În căutarea unei etici universale: o nouă perspectivă asupra dreptului natural , publicată în 2009. Aceasta făcea referire la  „două niveluri” ale binelui comun. 
Un alt document relevant în acest sens îl reprezintă Veritatis Splendor, o enciclică a Papei Ioan Paul al II-lea, întocmită în 1993 pentru a împiedica modificarea normelor morale și corupția politică (a se vedea paragraful 98) care afectează milioane de oameni. În această scrisoare, Papa Ioan Paul descrie caracteristicile și virtuțile pe care  conducerea politică trebuie să le impună. Acestea sunt  veridicitatea, onestitatea, corectitudinea, cumpătarea și solidaritatea (așa cum este descris la paragraful 98 - 100), având în vedere că adevărul izvorăște din onestitate, din bună credință și  din sinceritate în așa fel încât să reflecte faptele sau realitatea în mod special. 

## În politica modernă

### Statele Unite
În politica Statelor Unite ale Americii, conceptul de bun comun (sau bun public) este uneori adoptat de actori politici ai mișcării  progresiste de stânga pentru a-și descrie propriul sistem de valori. Jonathan Dolhenty susține că în politica SUA ar trebui să facem diferența între bunul comun, care poate fi „împărțit în întregime de fiecare membru din familie, fără ca acesta să devină un bun privat pentru vreun individ din familie” și binele colectiv, care „deși aparține tuturor, ca grup, nu face parte cu adevărat din acel grup de membri. Acesta este de fapt împărțit în mai multe bunuri private atunci când este partajat diferiților membri. "  Descrisă pentru prima dată de Michael Tomasky în revista The American Prospect  și John Halpin la Centrul pentru progresul american,  perspectiva politică americană privind binele comun s-a dezvoltat în ultima vreme. Revista liberală The Nation  și Rockridge Institute,  printre altele, au considerat binele comun ca un mesaj politic important pentru candidații progresiști.  În plus, grupurile propagandiste non-partizane precum Bunul Comun sunt în favoarea eforturilor de reformă politică pentru a sprijini binele comun. 
Având în vedere preocuparea centrală a dezvoltării durabile într-o lume interdependentă, educația și cunoștințele ar trebui astfel considerate bunuri comune la nivel mondial. Acest lucru presupune crearea de cunoștințe, controlul, dobândirea, validarea și utilizarea acestora ca fiind comune tuturor oamenilor ca dovadă a unui efort social colectiv. 